# Терабайт
Тераба́йт (сокр. Тбайт, ТБ; международное сокр.: TB, TByte) — единица измерения количества информации; может означать 1012 (триллион) или 240 байт.
Основной документ Международной системы единиц «Брошюра СИ» рекомендует использовать приставку «тера-» только для обозначения 1012, а для 240 применять наименование тебибайт, введённое Международной электротехнической комиссией. Производители запоминающих устройств не с двоичной адресацией (например, жёстких дисков), также называют терабайтом триллион байт.
Исторически, а в ряде сфер и поныне (преимущественно для указания объёма памяти с двоичной адресацией, такой, как оперативная память и флеш-память; в операционных системах семейства Windows; в стандарте JEDEC 100B.01 употребляется в значении 240 (1 099 511 627 776) байт.
Согласно ГОСТ IEC 60027-2-2015, для 240 байт следует использовать наименование не «терабайт», а «тебибайт» (ТиБ).